# Hawick
Hawick is de grootste plaats in het Schotse bestuurlijke gebied Scottish Borders, waar de rivieren Teviot en Slitrig Water samenkomen. Hawick ligt aan de A7.
In 1100 bouwde de Normandische familie Lovell een motte voor hun houten kasteel. De daaropvolgende eeuwen had Hawick veel last van plunderingen door de Engelsen. In 1514 werd de stad aangevallen door Engelse troepen maar die werden verslagen door de jongelingen van de plaats; vrijwel alle vechtbare mannen waren het jaar voordien immers omgekomen in de Slag bij Flodden.
Deze gebeurtenis wordt herdacht met een ruiterstandbeeld en de jaarlijkse Common Riding.
Sinds 1600 kent Hawick een textielindustrie. In de zeventiende eeuw telde de plaats zo'n vijftig textielmolens aangedreven door waterkracht. Met de uitvinding en toepassing van stoomkracht nam het aantal molens toe.
Ook kende Hawick een grote handel in vee, schapen en runderen.
In 1849 werd Hawick voorzien van een spoorbaan, daarmee een snelle verbinding krijgend met Edinburgh. Vanaf 1862 was er een spoorverbinding met Carlisle. In 1969 verloor Hawick de spoorverbindingen.

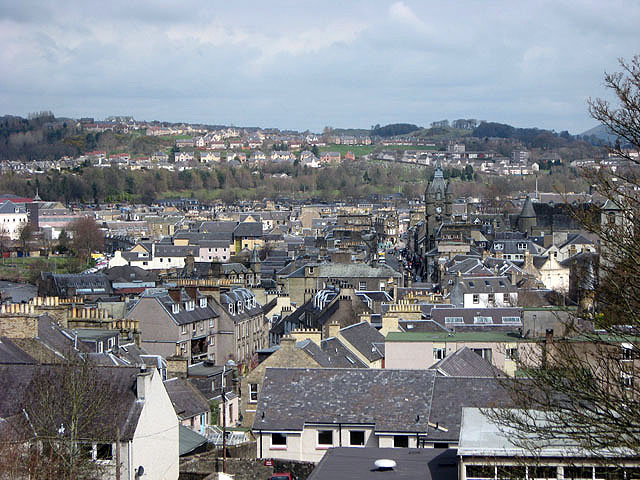
Hawick
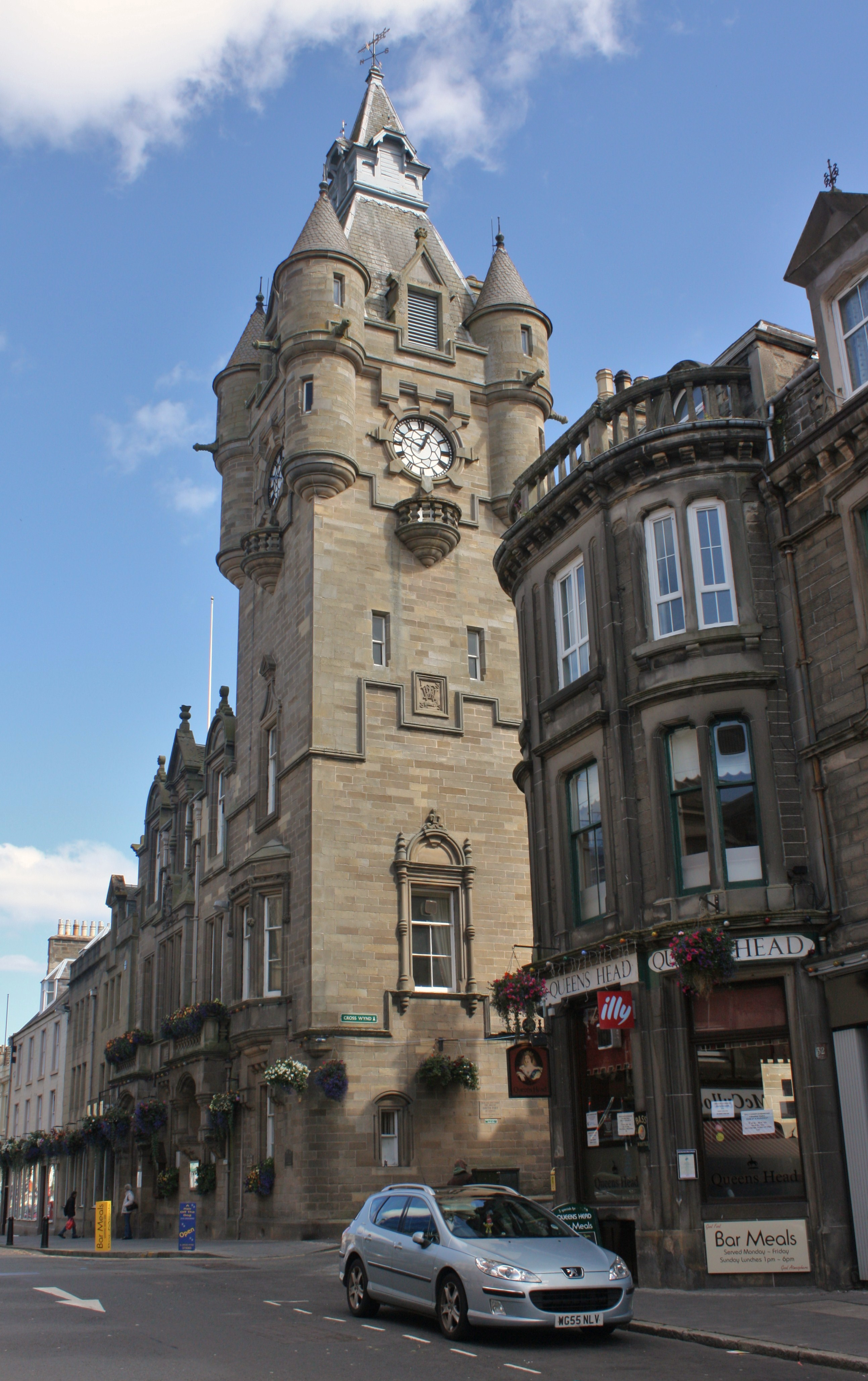
Town Hall

## Geboren
- Andrew Smith (1797-1872), militaire arts, onderzoeker, etnoloog en zoöloog
- Jimmie Guthrie (1897-1937), motorcoureur
- Peter McRobbie (1943), acteur

## Overleden
- John Renbourn (1944-2015), gitarist en songwriter

## Partnerstad
- Belle